# Rannaküla (Laimjala)
Rannaküla est un ancien village situé dans la commune de Laimjala en Estonie.
Situé dans l'est de l'île de Saaremaa, il ne comptait plus aucun habitant en 2011.
Lors de la réorganisation communale d'octobre 2017, il est intégré au village de Saareküla, dans la commune de Saaremaa.